# Анрі Боеріо
Анрі Боеріо (фр. Henri Boërio, 13 червня 1952) — французький гімнаст, олімпійєць.

## Виступи на Олімпіадах
| Олімпіада     | Дисципліна       | Місце              |
| ------------- | ---------------- | ------------------ |
| Мюнхен 1972   | абсолютний залік | 76 (кваліфікація)  |
| Мюнхен 1972   | командний залік  | 13                 |
| Мюнхен 1972   | вільні вправи    | 41 (кваліфікація)  |
| Мюнхен 1972   | опорний стрибок  | 95T (кваліфікація) |
| Мюнхен 1972   | паралельні бруси | 81T (кваліфікація) |
| Мюнхен 1972   | перекладина      | 21T (кваліфікація) |
| Мюнхен 1972   | кільця           | 69T (кваліфікація) |
| Мюнхен 1972   | кінь             | 95T (кваліфікація) |
| Монреаль 1976 | абсолютний залік | 23                 |
| Монреаль 1976 | командний залік  | 10                 |
| Монреаль 1976 | вільні вправи    | 42T (кваліфікація) |
| Монреаль 1976 | опорний стрибок  | 22T (кваліфікація) |
| Монреаль 1976 | паралельні бруси | 15T (кваліфікація) |
| Монреаль 1976 | перекладина      | 3T                 |
| Монреаль 1976 | кільця           | 20T (кваліфікація) |
| Монреаль 1976 | кінь             | 19T (кваліфікація) |
| Москва 1980   | абсолютний залік | 24                 |
| Москва 1980   | командний залік  | 8                  |
| Москва 1980   | вільні вправи    | 36T (кваліфікація) |
| Москва 1980   | опорний стрибок  | 61 (кваліфікація)  |
| Москва 1980   | паралельні бруси | 57 (кваліфікація)  |
| Москва 1980   | перекладина      | 15T (кваліфікація) |
| Москва 1980   | кільця           | 44T (кваліфікація) |
| Москва 1980   | кінь             | 34T (кваліфікація) |